# Florac Trois Rivières
Florac Trois Rivières község Franciaország Okcitánia régiójában, Lozère megyében. Új községként 2016. január 1-jén jött létre Florac és La Salle-Prunet korábbi községek egyesítésével.

## Népesség
| Lakosok száma | 2075 | 2072 | 2067 | 2082 | 2096 | 2111 |
|               | 2017 | 2018 | 2019 | 2020 | 2021 | 2022 |